# Isaac Albéniz
Isaac Albéniz, född 29 maj 1860 i Camprodon, Girona, död 18 maj 1909 i Cambo-les-Bains, Basses-Pyrénées (nuvarande Pyrénées-Atlantiques),  var en spansk pianist och kompositör.  

## Biografi
Albéniz började redan i koltåldern lära sig pianospelet från sin äldre syster och vid fyra års ålder uppträdde han som pianist. Han sökte som sjuåring inträde i Conservatoire de Paris, men han bedömdes för ung. Kommande år flyttade familjen till Madrid och han kunde då få utbildning vid den statliga musikhögskolan och man konstaterade att den lille gossen hade en utomordentlig talang när det gällde pianospel. 
Vid 16 års ålder fick han inträde i musikhögskolan i Leipzig och därefter också i Bryssel. I Bryssel vann han 1879 ett förstapris som pianist, men han ville till varje pris studera tillsammans med Franz Liszt och flyttade till Budapest för att uppfylla sin dröm. Väl kommen till Budapest fann han att Liszt var på annat håll och han träffade aldrig sin förebild. 
Albéniz liv kom nu att bland annat innehålla en hel del turnerande som pianist. Mitt ibland detta turnerande och uppträdande komponerade han ett stort antal pianostycken, men de mest kända är Spansk svit (Suite española), Spansk rapsodi (Rapsodia española) och Iberia, som kom att bli hans svanesång. Han fullbordade den mellan 1905 och 1909 och han avled den 18 maj 1909 i en sydfransk stad i Pyrenéerna.
Albéniz skrev uteslutande för piano, men en del av hans kompositioner har senare transkriberats till andra instrument. Ett känt sådant stycke är "Asturias (Leyenda)" från Spansk svit, Op. 47 som ofta framförs på gitarr (exempelvis av Andres Segovia, Sharon Isbin), men som också uppförts som symfonisk rock (David Garrett, Dark Moor). För scenen komponerade han flera operor, exempelvis Henry Clifford, Pepita Jiménez och Merlin.